# Justine Marcella
Justine Catherine Louise Marcella (Soest, 12 december 1970) is een Koninklijk Huis-journalist en koningshuisdeskundige. Ze was van januari 2012 tot 2022 hoofdredacteur van het tijdschrift Vorsten, dat bij uitgeverij New Skool Media verschijnt. Alida Dijk volgde haar op. Daarnaast was Marcella enige tijd koningshuisdeskundige bij RTL Boulevard.
Tussen 1984 en 1989 zat zij op de Werkplaats Kindergemeenschap van Kees Boeke in Bilthoven. In 1990 behaalde ze een propedeuse in Europese Studies aan de Hogeschool Rijswijk. Zij volgde daarna, tussen 1991 en 1995 een opleiding aan de Academie voor Journalistiek in Tilburg.
Voordat ze bij tijdschriften ging werken, was Marcella journalist bij televisieprogramma's als Blauw Bloed (2006-2012) en actualiteitenprogramma's voor SBS6 en AT5. 
Marcella verschijnt regelmatig op de televisie, waarbij zij toelichtingen geeft op onderwerpen die het koninklijk huis aangaan.
In 2019 speelde zij mee in het programma De Slimste Mens. Zij werd tweemaal dagwinnaar, maar vloog na vier rondes eruit. Vanaf de zomer van 2020 verscheen ze ook met enige regelmaat in RTL Boulevard en in Shownieuws. In 2022 was Marcella te zien als een van de deelnemers in het Videoland-programma Celebrity Apprentice.
In 2024 was Marcella een van de deelnemers aan het 24e seizoen van het RTL 4-programma Expeditie Robinson. Ze stopte op dag twaalf en eindige daarmee op de negentiende plaats. In 2025 was Marcella als panellid te zien in het televisieprogramma Ranking the Stars.